# Lerné
Lerné is een gemeente in het Franse departement Indre-et-Loire (regio Centre-Val de Loire) en telt 330 inwoners (2005). De plaats maakt deel uit van het arrondissement Chinon.

## Geografie
De oppervlakte van Lerné bedraagt 16,5 km², de bevolkingsdichtheid is 20,0 inwoners per km².

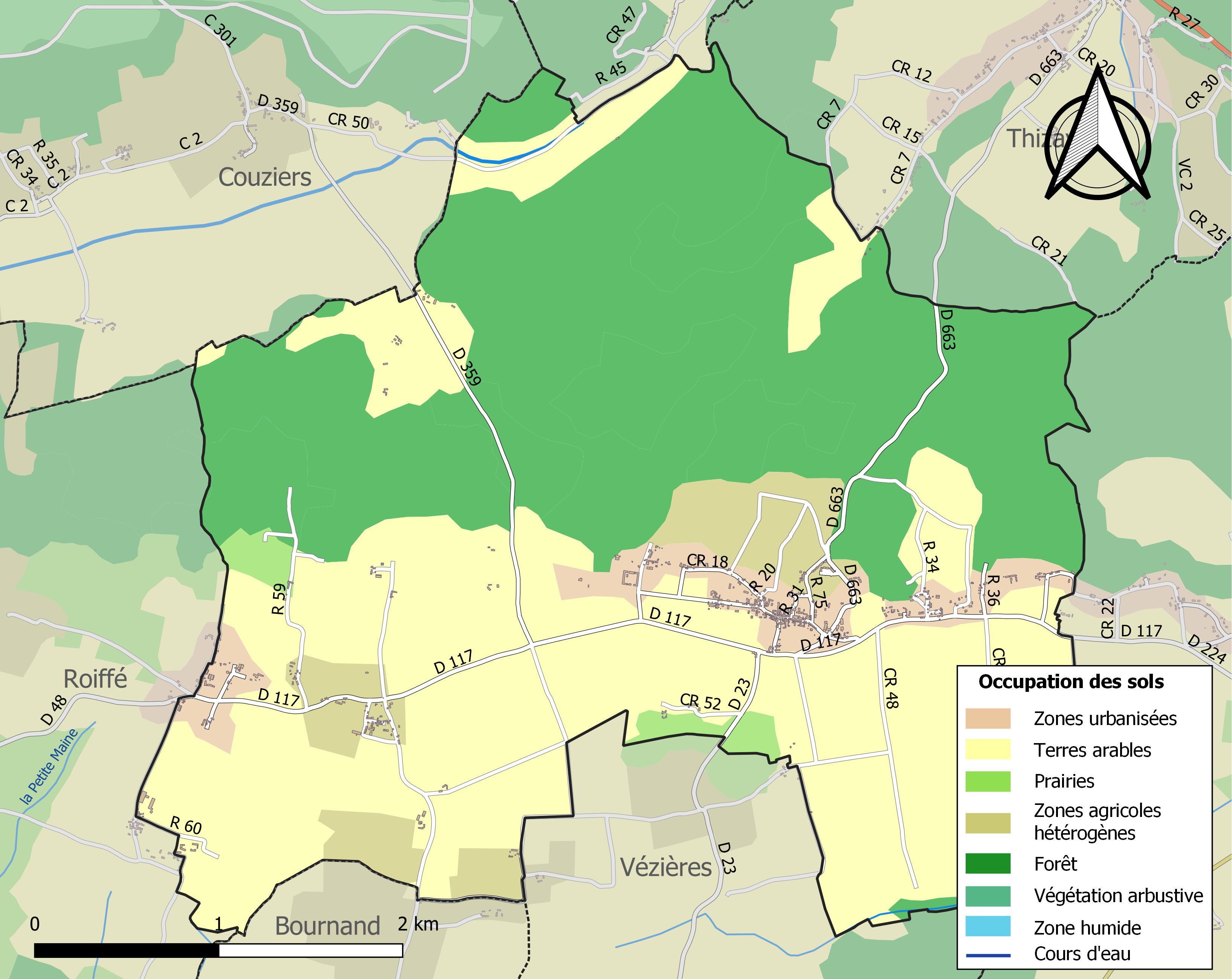
Kaart van de gemeente met de belangrijkste infrastructuur, bodemgebruik en omliggende gemeenten

## Demografie
Onderstaande figuur toont het verloop van het inwonertal (bron: INSEE-tellingen).